# Великолугівська сільська рада
Великолугівська сільська рада (деколи — Лугська (Лузька) сільська рада) — колишня адміністративно-територіальна одиниця та орган місцевого самоврядування у Пулинському (Червоноармійському, Соколовському, Новоград-Волинському, Довбишському (Щорському) районах, Новоград-Волинській міській раді Волинської округи, Київської й Житомирської областей УРСР та України з адміністративним центром у с. Великий Луг.

## Населені пункти
Сільській раді підпорядковувались населені пункти:
- с. Великий Луг
- с. Новини
- с. Червоносілка

## Населення
Кількість населення ради, станом на 1923 рік, становила 1 550 осіб, кількість дворів — 187.
Кількість населення сільської ради, станом на 1924 рік, становила 1 783 особи.
Відповідно до результатів перепису населення СРСР, кількість населення ради, станом на 12 січня 1989 року, становила 1 250 осіб.
Станом на 5 грудня 2001 року, відповідно до перепису населення України, кількість мешканців сільської ради становила 1 044 особи.

## Склад ради
Рада складалась з 14 депутатів та голови.

### Керівний склад сільської ради
| ПІБ                          | Основні відомості                                                    | Дата обрання | Дата звільнення |
| ---------------------------- | -------------------------------------------------------------------- | ------------ | --------------- |
| Титаренко Валентина Іванівна | Сільський голова, 1953 року народження, освіта, член народної партії | 26.03.2006   | 14.03.2008      |
| Волощук Іван Дмитрович       | Сільський голова, 1971 року народження, освіта, безпартійний         | 30.11.2008   | 31.10.2010      |
| Волощук Іван Дмитрович       | Сільський голова, 1971 року народження, освіта середня спеціальна    | 31.10.2010   |                 |

Примітка: таблиця складена за даними джерела

## Історія
Створена 1923 року як Лугська, в складі сіл Великий Луг, Білка та колонії Кароліно-Дермань Курненської волості Новоград-Волинського повіту Волинської губернії. 1 вересня 1925 року с. Білка відійшло до складу новоствореної Білківської сільської ради Довбишського району. 27 жовтня 1926 року кол. Кароліно-Дермань відійшла до складу новоствореної Кароліно-Дерманської сільської ради Пулинського району. Станом на 1 жовтня 1941 року на обліку в раді значиться с. Новини.
Станом на 1 вересня 1946 року сільрада входила до складу Довбишського району Житомирської області, на обліку в раді перебували с. Великий Луг та х. Новини.
11 серпня 1954 року приєднано с. Тетірка ліквідованої Тетірської сільської ради Довбишського району, 2 вересня 1954 року підпорядковано с. Червоносілку Старомайданської сільської ради Довбишського району. 10 березня 1966 року с. Тетірка відійшла до складу відновленої Тетірської сільської ради Новоград-Волинського району.
Станом на 1 січня 1972 року сільська рада входила до складу Червоноармійського району Житомирської області, на обліку в раді перебували села Великий Луг, Новини та Червоносілка.
Ліквідована у 2017 році через об'єднання до складу Курненської сільської територіальної громади Пулинського району Житомирської області.
Входила до складу Пулинського (Червоноармійського; 7.03.1923 р., 17.10.1935 р., 28.11.1957 р., 8.12.1966 р.), Соколовського (20.06.1930 р.), Новоград-Волинського (15.09.1930 р., 30.12.1962 р.), Щорського (Довбишського; 14.05.1939 р., 15.08.1944 р.) районів та Новоград-Волинської міської ради (1.06.1935 р.).